# ألبرت ليفين (ممثل مسرحي)
ألبرت ليفين (بالألمانية: Albert Lieven)‏ (و. 1906 – 1971 م) هو ممثل مسرحي، وممثل أفلام ألماني، توفي في لندن، عن عمر يناهز 65 عاماً، بسبب سرطان.

## وصلات خارجية
- ألبرت ليفين على موقع IMDb (الإنجليزية)
- ألبرت ليفين على موقع مونزينجر (الألمانية)
- ألبرت ليفين على موقع ألو سيني (الفرنسية)
- ألبرت ليفين على موقع أول موفي (الإنجليزية)
- ألبرت ليفين على موقع قاعدة بيانات الأفلام السويدية (السويدية)
- ألبرت ليفين على موقع قاعدة بيانات الفيلم (الإنجليزية)
- ألبرت ليفين على موقع كينوبويسك (الروسية)